# Ana Tiemi
Ana Tiemi Takagui (ur. 26 października 1987 w Belo Horizonte) – brazylijska siatkarka, reprezentantka kraju. 

## Przebieg kariery
| 2004–2007              | Minas Tênis Clube          |
| 2007–2011              | Sollys/Osasco              |
| 2011–2012              | Vôlei Futuro               |
| 2012–2014              | BBSK Bursa                 |
| 2014–2015              | CSM Bukareszt              |
| 2015–2016              | Vôlei Bauru                |
| 2016–2018              | UGSE Nantes Volley Féminin |
| 2018–2020              | Vasas Óbuda Budapest       |
| 2020–2021              | SC Potsdam                 |
| 2021–2022 (do 01.2022) | Fatum Nyíregyháza          |
| 2022– (od 21.01.2022)  | RC Cannes                  |

## Sukcesy klubowe
Mistrzostwo Brazylii:
- 2010
- 2008, 2009, 2011
- 2007

Puchar Brazylii:
- 2008

Klubowe Mistrzostwa Świata:
- 2010

Klubowe Mistrzostwa Ameryki Południowej:
- 2011

Mistrzostwo Rumunii:
- 2015

Mistrzostwo Węgier:
- 2019

Puchar Węgier:
- 2020

## Sukcesy reprezentacyjne
Mistrzostwa Świata Juniorek:
- 2005

Puchar Panamerykański:
- 2008, 2012

Grand Prix:
- 2009

Puchar Wielkich Mistrzyń:
- 2009

Igrzyska Panamerykańskie:
- 2015